# Odontologisk radiologi
Odontologisk radiologi är den del av odontologin som berör läran om röntgenstrålarna och deras tillämpning. Oral radiologi är även en specialitet inom tandläkaryrket som kräver 3 års specialistutbildning efter minst 2 års tjänstgöring som allmäntandläkare. Inom oral radiologi använder man sig av exempelvis panoramaröntgenbilder, datortomografi eller MR-kameror för att diagnostisera patologiska förändringar i käkar, bihålor, tänder, käkleder och salivkörtlar. Även funktionsstörningar inom käkapparaten vid t.ex. talsvårigheter eller svårigheter att svälja undersöks med kontrastmedel och genomlysning av odontologiska radiologer.
Cone Beam Computed Tomography (CBCT) är väl lämpat för användande inom käkar och ansiktsskelett och ger en hög detaljåtergivning av hårdvävnader som tänder och käkben. CBCT finns idag tillgängligt på de flesta avdelningar för odontologisk radiologi i Sverige.